# Circulaire du 31 mai 2011 relative à la maîtrise de l'immigration professionnelle
Circulaire Guéant
La circulaire du 31 mai 2011 relative à la « maîtrise de l'immigration professionnelle », dite circulaire Guéant, est une circulaire du ministère de l'Intérieur français. Elle concerne notamment l’ensemble des étudiants étrangers non ressortissants de l’Union européenne et qui souhaitent prolonger leur expérience professionnelle en France. Son objectif consiste en la diminution de leur nombre en adoptant, selon le texte de la circulaire « une approche qualitative et sélective ». La circulaire est abrogée le 31 mai 2012.

## L'historique de la circulaire
À la suite des  élections cantonales de mars 2011 ayant vu une forte poussée du vote pour le Front National, le ministre de l'intérieur Claude Guéant annonce le 15 avril, sur TF1 vouloir faire passer l'immigration légale de 200 000 personnes par an à 180 000 personnes «dans un premier temps».
Publiée dès la fin du mois de mai, la circulaire Guéant donne des consignes aux préfectures pour atteindre cet objectif en durcissant les critères relatifs à la délivrance de titre de séjour aux diplômés hors UE. Bien que n'ayant pas en théorie un caractère contraignant, cette instruction ministérielle a pu être souvent décrite comme "le bras armé de la politique du chiffre en matière d'immigration légale".

## La contestation étudiante
À la suite de la diffusion de cette circulaire, des mouvements de contestation publique ont vu le jour, avec notamment la création en septembre 2011 du Collectif du 31 mai par des étudiants français et étrangers, puis la mise en ligne d'une pétition sur internet. À Paris, des manifestations d'étudiants étrangers ont rassemblé plusieurs centaines de personnes dès la rentrée universitaire, comme le 13 octobre 2011, place de la Sorbonne, point de départ de la mobilisation médiatique. Les principaux animateurs du mouvement étudiant étaient Nabil Sebti, Fatma Chouaieb et Hajer Gorgi, tous ont été diplômés en 2011, quelques mois après la publication de la circulaire guéant. De nombreux exemples d'application de la circulaire, présentés comme des aberrations par ses opposants, ont ensuite été largement signalés par la presse au cours de l'année 2011-2012.

## Circulaire complémentaire dite "circulaire Guéant II"
Le 4 janvier 2012, les ministres français de l'Intérieur, du Travail et de l'Enseignement supérieur se sont réunis à ce propos avec les présidents de la Conférence des grandes écoles, de la Conférence des présidents d'universités et de la Conférence des directeurs des écoles françaises d'ingénieurs. Le gouvernement a refusé de retirer la circulaire et a cependant mis au point une « circulaire complémentaire » qui s'intéresse uniquement aux étudiants étrangers au moins titulaire d'un master 2 en donnant instruction aux préfets de leur permettre d'obtenir une autorisation provisoire de séjour de 6 mois non renouvelable à l'issue de leurs études, puis éventuellement un permis de travail.
D'après le Collectif du 31 mai, la circulaire complémentaire ne répond pas de manière satisfaisante aux problèmes des diplômés étrangers.

## La circulaire Guéant dans la campagne présidentielle 2012
Jean-Luc Bennahmias, vice-président du MoDem et soutien de François Bayrou à l'élection présidentielle de 2012, est le premier responsable politique à avoir demandé en septembre 2011 l'abrogation de la circulaire.
Cette revendication est relayée par l'équipe de François Hollande fin décembre 2011, précédant le vote d'une résolution parlementaire au Sénat le 18 janvier 2012. Le candidat socialiste a ensuite annoncé que le retrait de la circulaire ferait partie des premières mesures de son quinquennat s'il était élu.
Dans sa profession de foi officielle pour l'élection présidentielle de 2012, Eva Joly cite également "l'abrogation de la Circulaire Guéant".
Le 31 mai 2012, le gouvernement Ayrault a abrogé la Circulaire Guéant "I" du 31 mai 2011, ainsi que la circulaire complémentaire du 12 janvier 2012 dite "Guéant II" ,